# Simon Jenko

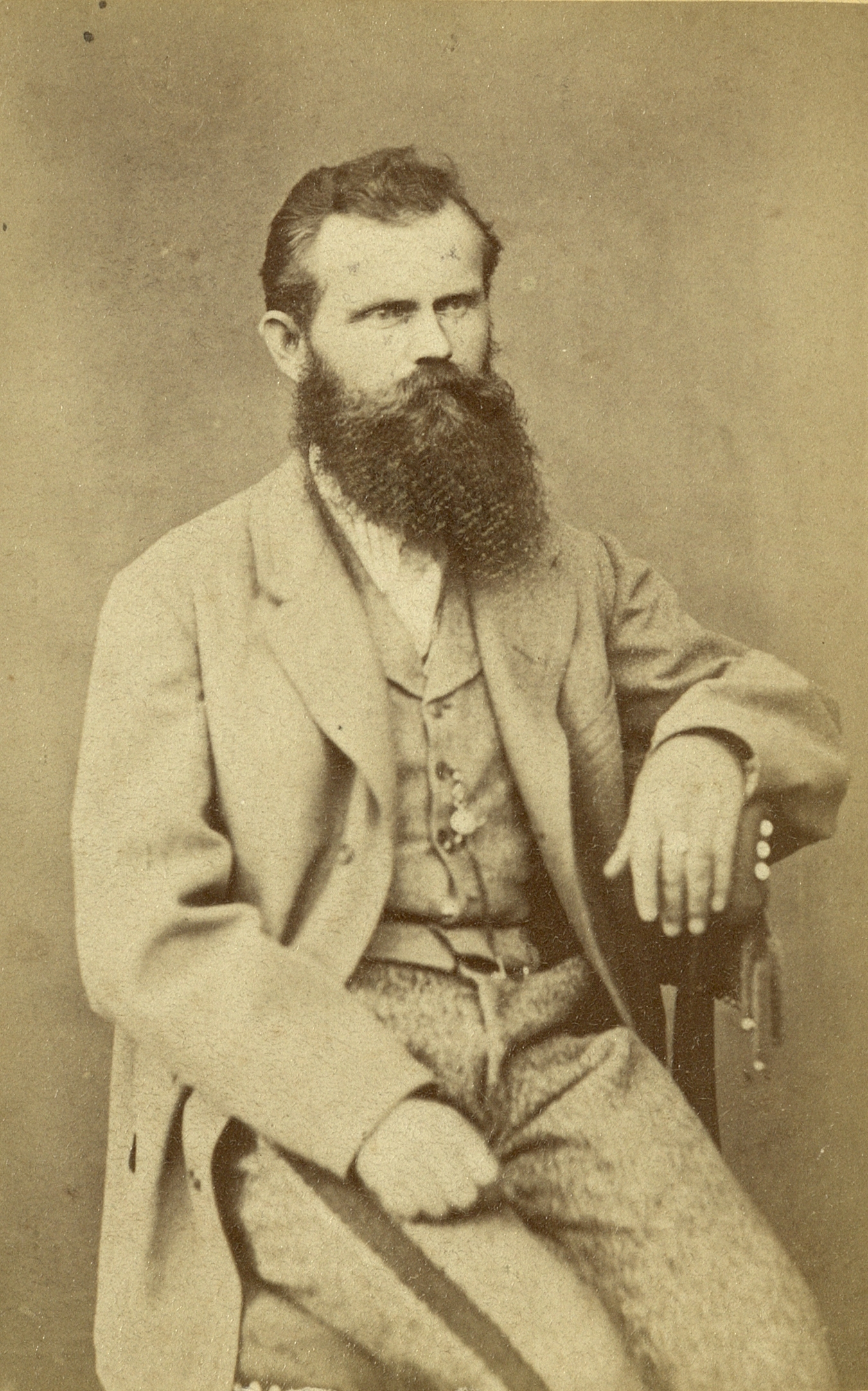
Simon Jenko.

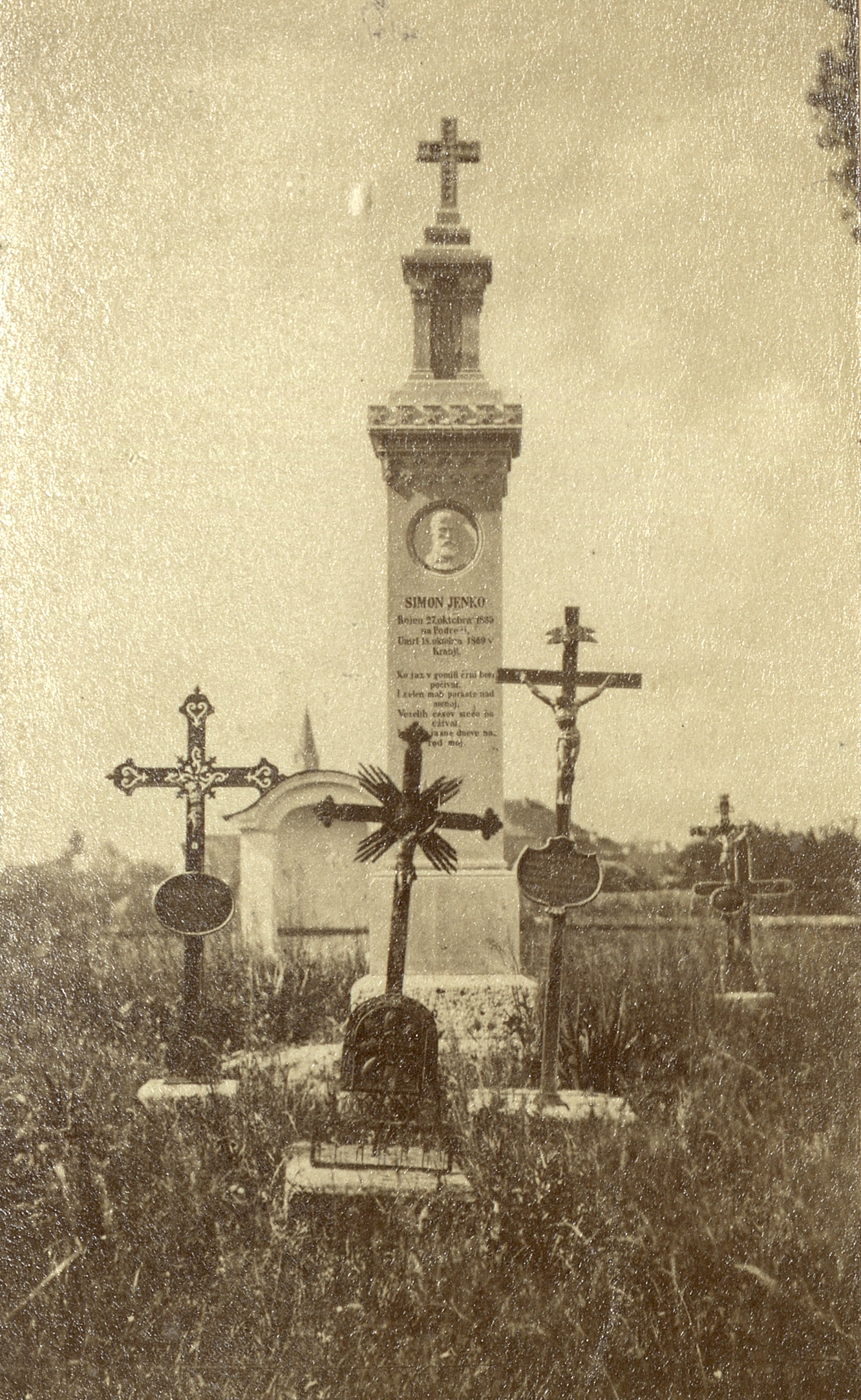
Simon Jenkos grav. Bilden är från 1875.

Simon Jenko, född 27 oktober 1835, död 18 oktober 1869, var en av de största poeterna i perioden emellan France Prešeren (1800 - 1849) och modernismen.

## Hans liv
Jenko föddes i Podreča, i kommunen Kranj, som utomäktenskaplig son modern Mina Košenina. När hon gifte sig 1839 flyttade Jenko till Praše, i kommunen Kranj. Under åren 1842–44 gick han i skola i Smlednik, sen under åren 1844–47 i Kranj. På hösten 1847 flyttade han till sin morbror Nikolaj i Novo Mesto där han gick sex årskurser i ett franciskanskt gymnasium. Här väcktes Jenkos intresse för litteratur. Morbrodern undervisade honom i franska och italienska och läste även olika verk med honom, bland annat av François Fénelon. När morbrodern flyttade till Kamnik år 1853 på grund av att han blivit tilldelad en tjänst där, flyttade Jenko till Ljubljana och gick i gymnasiet där fram till 1855, då han avlade sin examen. Han insåg att han inte passade till att vara präst och åkte därför på hösten 1856 till Wien. Där studerade han klassiska språk, historia och juridik. Eftersom han inte var förberedd inför sin slutexamen klarade han den inte och var därför tvungen att stanna kvar i två år till. Under dessa två år försörjde han sig med att ha hemundervisning hos en familj. På hösten 1863 återvände han till Praše och fick  då ett anställning hos en notarie Stergar i Kranj. Jenko arbetade där tills han insjuknade och dog 33 år gammal år 1869.

## Den slovenska nationella rörelsen och hans verk
Från 1851, enligt Matija Majars direktiv, började de slovenska nationella och politiska ansträngningarna genomföras inom det kulturella området, framförallt inom litteraturen. Trots detta litterära och kulturella fokus kom den slovenska nationaliströrelsen att splittras i tre delar redan på 1850-talet: den första guppen samlades kring Janez Bleiweis (1808 - 1881) och hade tidskriften Novice. Den andra gruppen samlades kring Anton Martin Slomšek (1800 - 1862) och hade tidskriften Zgodnja danica. Slutligen den tredje gruppen som samlades kring Simon Jenko och Fran Levstik (1831 - 1887). De flesta i denna grupp var entusiastiska läsare och beundrare av författaren France Prešeren (1800 - 1849). De hämtade även inspiration från de slaviska och slovenska slagorden från marsrevolutionen 1848, deras poesi och prosa närmade sig det realistiska sättet att skriva. De första två grupperna dominerade det nationella och kulturella livet och deras tidningar Novice och Zgodnja danica var de enda två slovenska tidningar under större delen av 1850-talet.
Jenko började publicera sina första dikter som var patriotiska i skriften Vaje (1854-1855). Efter det publicerade han sina dikter i tidskrifterna Slovenska bčela, Venec, Slovenski glasnik och Novice. Med sina dikter införde han realistiska element,  till formen följde de den folkliga traditionen och deras motiv var ofta hemlandet och kärleken. I dikter vars motiv var hemlandet som Slovenska zgodovina (Sloveniens historia), Samo (Endast), Adrijansko morje (Adriatiska havet) finns teman om den dunkla slovenska historien, samtiden och förhoppningar om framtiden. När hans diktsamling Pesmi kom ut 1865 fick den dålig kritik medan den nu räknas som en klassiker.
Jenko skrev även noveller vilka räknas som föregångare till den tidiga realistiska prosan. Spomini (Minnen) är en romantisk berättelse, medan Tilka och Jeprški učitelj beskriver excentriska personer, städer och dess miljöer.

## Hans verk på webben
- svenska och slovenska: Moč ljubezni / Kärlekens kraft - dikt
- svenska och slovenska: Vabilo / Inbjudan - dikt
- slovenska: Pesmi diktsamling
- slovenska: Simon Jenko (1835–1869) på Wikivir

## Om hans verk på webben
- slovenska: O Jenkovi prozi av France Bernik (1955/56)
- slovenska: Podoba in funkcija pokrajine v Jenkovi liriki av France Bernik (1961)
- slovenska: Spominska obeležja Simonu Jenku av Damir Globočnik (2005)
- slovenska: Jenkova pripovedna proza (razmerje med ljudsko godčevsko tradicijo in romantično literarno šolo) av Matjaž Kmecl (1973)
- slovenska: Romantika in realizem v Jenkovih Obrazih av Janko Kos (1966)
- slovenska: Jenkova Kratkočasnica o ukradenem oslu av Milko Matičetov (AT 1529) (1973)
- slovenska: Nastanek in razvoj dveh proznih struktur v slovenskem realizmu 19. stoletja av Boris Paternu(1968)
- slovenska: Jenkova filozofska lirika av Boris Paternu(1970)
- slovenska: Neznani Jenko av Jože Pogačnik (1973)
- slovenska: Motivi in oblika Jenkove poezije av Blaž Tomaževič (1957)